# Aljaski malamut
Aljaski malamut, jedna od najstarijih vučnih pasmina pasa, ime je dobio po urođeničkom plemenu Innuita zvanom Mahlemut, koje je nastanjivalo visinske dijelove zapadne Aljaske.

## Izgled
Malamut ima gustu grubu vanjsku dlaku s masnom i vunastom podlakom. Dozvoljene boje su vučja ili crno-bijela, uvijek sa svjetlijim trbuhom i svijetlom maskom. Ravnopravne su i potpuno bijela ili potpuno crna boja, te kombinacija crvenkasto smeđe ili bež boje s bijelom.

## Narav i temperament
Malamut je privržen, inteligentan, umiljat i vjeran, bistar, malo tvrdoglav i dominantan pas. Uči brzo i vrlo je izdržljiv. Dobro se slaže s djecom i lako sklapa prijateljstva. U većini slučajeva se ne slaže s drugim muškim psima. Umjesto lajanja, zavija. S obzirom na to da vidi manje životinje kao plijen, uključujući zečeve, manje pse i mačke, potrebna je socijalizacija da se na njih navikne. S obzirom na to da uživa u društvu, ne valja ga ostavljati samoga.

## Zdravlje
Prema anketi provedenoj u Ujedinjenom Kraljevstvu, najprijavljivaniji zdravstveni problemi kod ove pasmine su mišićnokoštani (displazija), te nasljedne mrene.  Ova pasmina ne može lako apsorbirati cink, pa se mogu pojaviti simptomi manjka tog minerala poput problema s kožom, krznom te infekcijama.
Problem koji sve češće zahvaća arktičke pasmine, pa tako i malamute, jest pseći dijabetes.
Kod aljaskih malamuta česta je i endokrinološka bolest hipotireoza.

## Obuka i briga
Ne zahtijeva često četkanje, a učestalije češljanje grubim češljem je nužno tijekom linjanja. Zahtijeva strožiji pristup prilikom dresure, ali i puno fizičke aktivnosti (barem jedan sat naporne vježbe dnevno).

## Vanjske poveznice
|  | Zajednički poslužitelj ima još gradiva o temi Aljaski malamut |

- Rassestandard Nr. 243 der FCI: Alaskan Malamute  Arhivirana inačica izvorne stranice od 12. prosinca 2006. (Wayback Machine) (njem.)